# 小行星1281
小行星1281（1281 Jeanne）是一颗围绕太阳公转的小行星。1933年8月25日，西維恩·阿蘭德在于克勒发现了此天体。
該小行星以發現者的女兒珍妮（Jeanne）命名。
这颗小行星的绝对星等为72.84067364373649等。